# Ilie Năstase

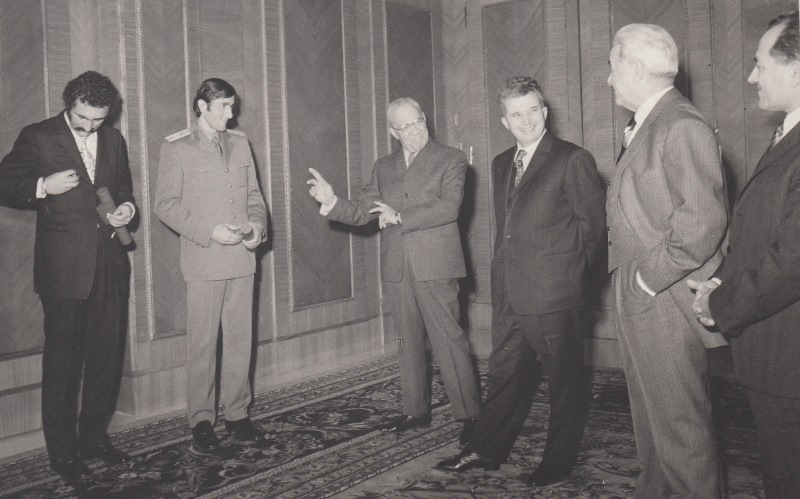
Decorarea tenismenilor Ion Țiriac și Ilie Năstase (5 noi. 1971)

Ilie Năstase (n. 19 iulie 1946, București, România) este un jucător profesionist de tenis de câmp retras din activitate. A fost unul dintre cei mai importanți jucători de tenis ai anilor 1970, fiind numărul unu mondial de două ori, în 1972 și 1973. Din cele 83 de titluri câștigate, numai 58 au fost înregistrate de Asociația Jucătorilor de Tenis Profesioniști (ATP).
Printre cele 58 de titluri la simplu pe care Ilie Năstase le-a câștigat de-a lungul carierei sale, se numără și US Open în 1972, respectiv Roland Garros în 1973. La dublu a câștigat turneele de la Wimbledon în 1973, Roland Garros în 1970 și US Open în 1975. A câștigat, de asemenea, de patru ori Turneul Campionilor în anii 1971, 1972, 1973 și 1975. Pentru echipa de Cupa Davis a României a jucat timp de 18 ani un număr de 146 de meciuri de simplu și dublu, câștigând 109. Alături de Ion Țiriac a fost finalist al Cupei Davis de trei ori, în 1969, 1971 și 1972.
A fost pe locul doi în competiția la simplu de la Wimbledon de două ori, în 1972, jucând finala împotriva lui Stan Smith și, în 1976, împotriva lui Björn Borg. Năstase era cunoscut pentru glumele sale din arenă, dar și pentru reputația de a folosi tactici agresive, multe dintre acestea pline de succes, drept care a primit porecla de Nasty („Răutăciosul”) după câteva incidente.
A scris câteva romane în franceză în anii 1980, apoi a intrat în politică în anii 1990, candidând în 1996 la postul de primar al Bucureștiului din partea PDSR. În anul 1994, a fost căpitan nejucător al echipei României de Cupă Davis.
În 2005, "TENNIS Magazine" l-a plasat pe locul 28 în lista celor „40 cei mai mari jucători de tenis din ultimii 40 de ani”. A fost desemnat de patru ori „Cel mai bun sportiv român al anului” (în 1969, 1972, 1973 și 1974). La 12 februarie 2008, după aproape 11 ani la șefia Federației Române de Tenis, a demisionat din funcția de președinte al Federației, declarându-se „învins de justiția și de presa din România”.
Printr-un decret prezidențial din 1 decembrie 2008, Ilie Năstase a fost înaintat în gradul de general-maior (cu 2 stele) în retragere în Ministerul Apărării .

## Finale Grand Slam simplu

### Câștigător (2)
| An   | Turneu      | Finalist     | Scor                    |
| 1972 | U.S. Open   | Arthur Ashe  | 3-6, 6-3, 6-7, 6-4, 6-3 |
| 1973 | French Open | Nikola Pilic | 6-3, 6-3, 6-0           |

### Finalist (3)
| An   | Turneu      | Câștigător finală | Scor                    |
| 1971 | French Open | Jan Kodeš         | 8-6, 6-2, 2-6, 7-5      |
| 1972 | Wimbledon   | Stan Smith        | 4-6, 6-3, 6-3, 4-6, 7-5 |
| 1976 | Wimbledon   | Björn Borg        | 6-4, 6-2, 9-7           |

## Finale Grand Slam dublu masculin/mixt lipsa

### Câștigător (3)
| An   | Turneu      | Partener      | Finaliști                    | Scor                       |
| 1970 | French Open | Ion Țiriac    | Arthur Ashe Charles Pasarell | 6-2, 6-4, 6-3              |
| 1973 | Wimbledon   | Jimmy Connors | John Cooper Neale Fraser     | 3-6, 6-3, 6-4, 8-9(3), 6-1 |
| 1975 | U.S. Open   | Jimmy Connors | Tom Okker Marty Riessen      | 6-4, 7-6                   |

### Finalist (2)
| An   | Turneu      | Partener      | Câstigători finală            | Scor                    |
| 1966 | French Open | Ion Țiriac    | Clark Graebner Dennis Ralston | 6-3, 6-3, 6-0           |
| 1973 | French Open | Jimmy Connors | John Newcombe Tom Okker       | 6-1, 3-6, 6-3, 5-7, 6-4 |

## Finale Turneul Campionilor

### Câștigător (4)
| An   | Finalist   | Scor                    |
| 1971 | Stan Smith | 5-7, 7-6, 6-3           |
| 1972 | Stan Smith | 6-3, 6-2, 3-6, 2-6, 6-3 |
| 1973 | Tom Okker  | 6-3, 7-5, 4-6, 6-3      |
| 1975 | Björn Borg | 6-2, 6-2, 6-1           |

### Finalist (1)
| An   | Câștigător finală | Scor               |
| 1974 | Guillermo Vilas   | 7-6, 6-2, 3-6, 6-4 |

## Viața personală
Mama sa, Elena, s-a născut în 1907, în Chișinău.
Ilie Năstase a fost căsătorit de cinci ori: prima oară în 1972, la vârsta de 26 de ani, cu Dominique Grazia, un top model belgian, cu care are o fiică, Nathalie. Au divorțat zece ani mai târziu. În 1984, s-a căsătorit cu actrița americană Alexandra King, cu care a adoptat doi copii, Nicholas și Charlotte. A treia soție a fost românca Amalia Teodorescu, cu care s-a căsătorit în 2004. Au două fiice, Alessia și Emma Alexandra. După ce au divorțat în 2010, Năstase a început o relație tumultuoasă cu vedeta mondenă Brigitte Sfăt, care i-a devenit a patra soție în 2013. Cei doi au divorțat în 2018. În 2019, Năstase s-a însurat cu actuala sa soție, Ioana Simion.

## Viața politică

Afișe electorale ale candidaților Anton Vătășescu (USD) și Ilie Năstase (PDSR) (1996)

În anul 1996 Ilie Năstase a candidat la Primăria Capitalei din partea PDSR, dar a pierdut alegerile în fața lui Victor Ciorbea.
Fostul tenismen a mai participat la alegerile parlamentare din 2012 din parte Alianței Electorale PSD-UNPR-PC, obținând un mandat de senator care s-a încheiat în 2016.

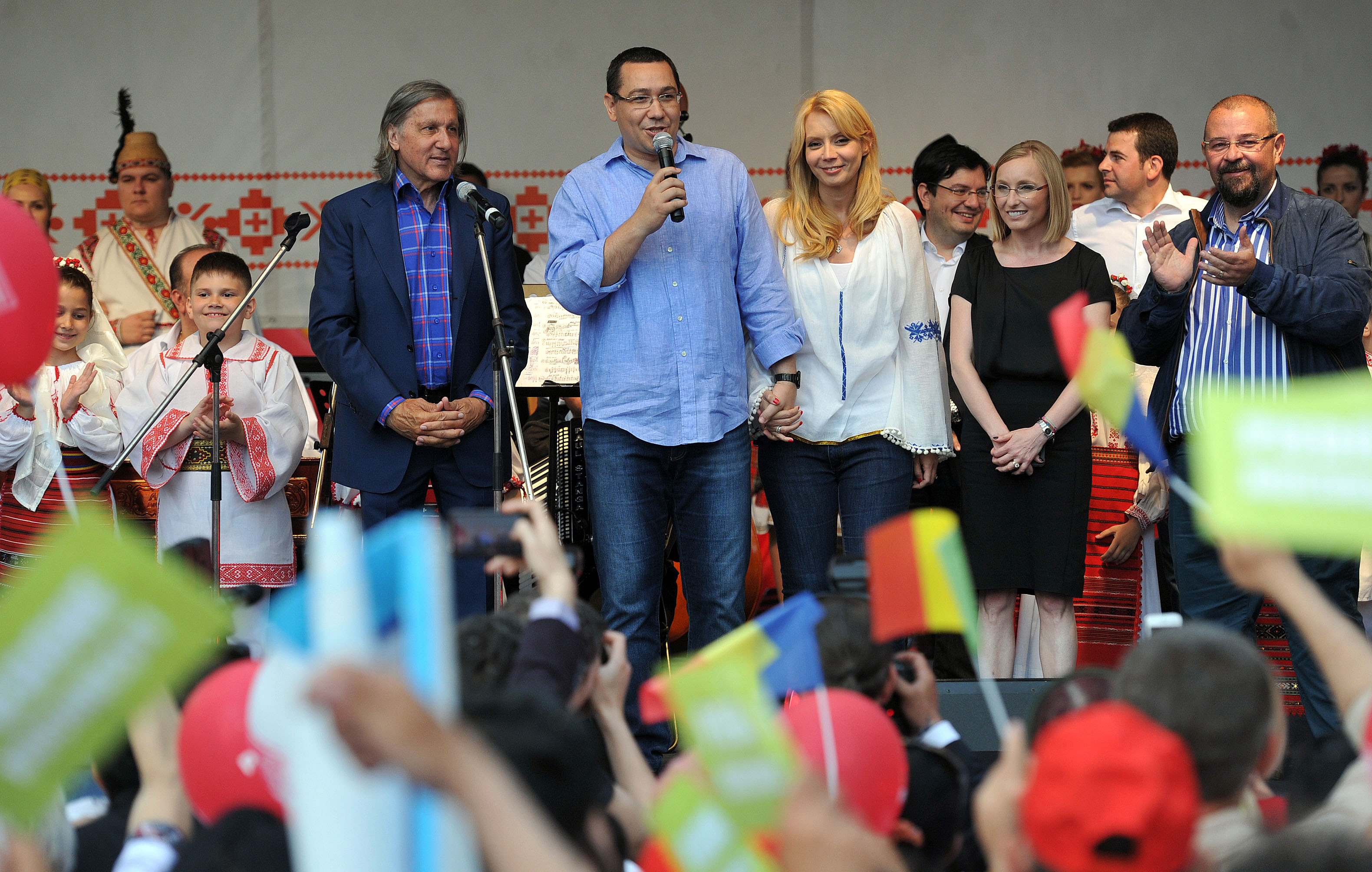
Miting electoral al lui Victor Ponta în timpul campaniei electorale din 2014. De la stânga la dreapta: Ilie Năstase, Victor Ponta, Daciana Sârbu, Nicolae Bănicioiu, Daniel Constantin, Cristian Popescu Piedone

## Distincții
- Ordinul Muncii clasa I (17 decembrie 1971) „pentru merite deosebite în activitatea sportivă”[14]
- Ordinul național „Steaua României” în grad de Comandor (19 iulie 2016)[15]